# Francine Aubin
Pour les articles homonymes, voir Aubin.
Francine Aubin, née Francine Agnès Gisèle Marie-Thérèse Tremblot de la Croix le 6 février 1938 à Paris et morte le 14 août 2016 à Boulogne-Billancourt, est une compositrice, cheffe d'orchestre, enseignante et artiste peintre française, connue pour être la première femme à avoir obtenu le certificat d'aptitude aux fonctions de directeur de conservatoire et en avoir occupé la fonction.

## Biographie
Francine Aubin est la cadette des cinq enfants de Richard Tremblot de la Croix (1889-1974), polytechnicien, industriel, administrateur de sociétés, et de son épouse, née Marie-Thérèse Mauchauffée. Elle habite à Troyes, au 62 bis rue Ambroise-Cottet et suit sa scolarité au cours Saint-François-de-Sales, rue du Général-Saussier. 
Elle étudie le solfège, le piano et la flûte au Conservatoire de Troyes, et suit les enseignements de Madeleine Dauphin, Marie-Jeanne Villemez, Geneviève Zaigue-Dupont, Raymond et Éliane Niverd, et Jean Patéro. Elle y obtient un second Prix de piano, un premier Prix de flûte, un premier Prix d'harmonie, et une première Médaille de solfège. 
Elle est admise au Conservatoire national supérieur de musique et de danse de Paris, où elle étudie le piano et l'écriture musicale avec Noël Gallon et la composition avec Tony Aubin. 
En 1958, à l'âge de 20 ans, elle obtient le Premier prix de composition du Conservatoire. Elle est également récipiendaire de plusieurs prix : le premier Grand prix de l'Académie internationale d'été de Nice, le Grand prix de composition du Concours international de Divonne-les-Bains, et le Premier grand prix du Concours international d'improvisation au piano de Lyon.
Parallèlement à ses fonctions professorales, elle assure en 1985 la direction du conservatoire à rayonnement communal du 12e arrondissement de Paris, avant d'être nommée en 1989 directrice du Conservatoire de Rueil-Malmaison, dont elle dirige aussi l'orchestre symphonique. Elle quitte ce poste en 2011. 
Elle a pour élèves Naoki Tokuoka, Yves de Bujadoux, Lionel Stoléru, entre autres.
Entre 1970 et 1973, elle délaisse la musique pour s'adonner à la peinture. Sous contrat avec la Galerie Wally-Findley, elle expose en France et aux États-Unis sous le nom d'artiste de Tremblot. 

## Œuvre
- 1985 : Deux pièces en forme de jazz, pour clarinette et piano
- 1985 : Aquarelles, pour flûte et piano
- 1985 : Berceuse pour Olivier, pour hautbois et piano
- 1985 : Marche de Raphaël le chat, pour trompette et piano
- 1987 : Un soir à Montfort-l'Amaury, pour clarinette et piano
- 1987 : Una fioretti di Francesco, pour clarinette et piano
- 1988 : Amulettes et grigris, pour percussion et piano
- 1988 : Concerto pour Ariane, pour contrebasse et orchestre
- 1988 : Un soir à Leningrad, pour trombone et piano
- 1991 : Symphonie Kiev (n°3), pour orchestre symphonique. Création en juin 1992 par l'Orchestre de la radio-télévision de Kiev sous la direction de Lionel Stoleru (à qui elle est dédiée)[1]
- 1993 : Le chandelier de Hanouka, pour flûte et piano (9 pièces)
- 1994 : Comme l'ombre sur le chemin, pour soprano, baryton et orchestre (sur des extraits des Méditations poétiques de Lamartine)
- 1995 : Lettres d'Israël, pour orchestre d'harmonie
- 1998 : Concerto pour cor et orchestre à cordes
- 1999 : Tristamente, pour piano
- 2002 : Invocation aux quatre lunes, pour basson et piano
- 2002 : Valse sérieuse pour piano (op. 92)
- 2003 : Concerto pour saxophone alto et piano
- 2004 : Dans la roulotte des gitans, pour flûte et piano
- 2005 : Amour espiègle, pour 8 cors
- 2005 : Nocturnes, pour flûte et piano
- 2006 : Concerto chimérique, pour alto et piano
- 2007 : Sept études pour piano
- 2007 : Comme un paysage choisi, pour violon et piano (inclus dans le recueil collectif Altitude 1)
- 2008 : Valse de l'aiglon, pour flûte et piano (incluse dans le recueil collectif Le petit flûté à travers les siècles)
- 2009 : Sonate pour violon et piano
- 2010 : Symphonie juive, (orchestration de l'œuvre de Lionel Stoléru)
- 2011 : Concerto russe, pour trompette et piano
- 2012 : Concerto pour violoncelle et piano
- 2015 : Deux valses à quatre mains (Valse du petit matin, valse rêveuse)
- 2015 : Légende finlandaise, pour violon et piano

## Publication
- Francine Tremblot de la Croix (texte et illustrations), Clap et Pinouche, Paris, ODEJ, 1965, 16 p.

## Discographie
- Chant d'amour à un sphynx dans Bis Encores ! de Jean-Marc Rollez & Angéline Pondepeyre, éd. Maguelone, 1994
- Concerto pour Ariane dans Festival de Reims-Champagne-Ardenne, éd. BNL Productions, 1989